# Samir El-Youssef
Samir El-Youssef, född 1965 i Rashidiyeh i Libanon, är en palestinsk exilförfattare och litteraturkritiker, sedan många år bosatt i Storbritannien.

## Biografi
El-Youssef föddes 1965 i det palestinska flyktinglägret Rashidiyeh i södra Libanon. Vid tio års ålder flyttade han till Sidon. År 1989 emigrerade han till Cypern och 1990 vidare till London, där han studerade filosofi och tog en magisterexamen vid University of London. År 2000 blev han brittisk medborgare.

## Författarskap
El-Youssef skriver på både arabiska och engelska. Han har givit ut fyra skönlitterära böcker; den första på engelska, Gaza Blues, Different Stories (2004), skrev han tillsammans med israelen Etgar Keret. Därefter har han gett ut Illusion of Return (2007), om rätten för palestinier att återvända, och Treaty of Love (2008), om ett förhållande mellan en palestinsk journalist och en israelisk författare. Han tilldelades av Svenska PEN 2005 års Tucholskypris.